# Wilsberg: Der Minister und das Mädchen
Der Minister und das Mädchen ist die zehnte Folge der Fernsehfilmreihe Wilsberg. Der Film basiert auf dem gleichnamigen Roman von Jürgen Kehrer. Die Erstausstrahlung erfolgte am 14. Februar 2004 im ZDF. Regie führte Dennis Satin, das Drehbuch wurde von Jürgen Kehrer und Dennis Satin geschrieben.

## Handlung
Mechthild Kerstenbrock beauftragt Privatdetektiv Georg Wilsberg nachzuweisen, ob ein Vorwurf gegen ihren Mann, der sich gerade im kommunalen Wahlkampf befindet, der Wahrheit entspricht. Ihrer Meinung nach wäre es nur eine Intrige, um ihrem Mann zu schaden.
Während Wilsberg die Angelegenheit recherchiert, wird Wolfgang Kerstenbrock in seinem Büro erschlagen. Wilsberg findet heraus, dass Kerstenbrock eine uneheliche Tochter hat, die ihn für den Tod ihrer Mutter verantwortlich macht und die sich deshalb über einen Sexskandal an ihrem Vater rächen wollte. Die eigentliche Intrige hat jedoch Til Geskamp, ein Parteigenosse des Opfers, zu verantworten. Für den Tatzeitpunkt hat er allerdings ein Alibi. Geskamp beschuldigt Kerstenbrock, in letzter Zeit nicht mehr im Sinne der Partei und der Wähler entschieden zu haben. So sollte ein neues Stadion auf einem Grundstück errichtet werden, das der KV Immobilien GmbH, der Firma von Kerstenbrocks Schwiegervater, gehört. Der Bau wäre letztendlich für die Firma sehr gewinnbringend gewesen. Wilsberg erfährt, dass Kerstenbrock kurz vor seinem Tod von diesem Plan Abstand genommen und seinem Parteifreund eine entsprechende E-Mail geschickt hat.
Auch Kommissarin Springer kommt zu der Erkenntnis, dass Kurt Vosswinkel mit dem Mord zu tun haben könnte, denn nach Auswertung der Telefonverbindungen hat Kerstenbrock mit seinem Schwiegervater noch kurz vor seinem Tod telefoniert. Nachdem Wilsberg die Tatwaffe findet, die bei einer „Umweltaktion Sauberer Aasee“ aus dem See gefischt wird, ist Vosswinkel geständig. Das dominante Familienoberhaupt konnte es nicht ertragen, dass sein ungeliebter Schwiegersohn die politischen Entscheidungen nicht im Sinne seiner Firma fällte, wie Vosswinkel es von ihm gefordert hatte.

## Hintergrund
Der Minister und das Mädchen erschien zusammen mit der Folge Letzter Ausweg Mord von Polarfilm auf DVD.
Der Running Gag „Bielefeld“ in dieser Folge konnte noch nicht entdeckt werden.

## Kritik
Rainer Tittelbach von tittelbach.tv bezeichnete den Film zunächst als „Provinz-Kasperle-Theater.“ Meinte dann aber „‚Wilsberg - Der Minister und das Mädchen‘ bewegt sich wie gewohnt zwischen Schmunzeln und Spannung.“ Man erlebt auch in dieser 10. Wilsberg-Episode einen „erwartungsgemaß verzwickten, nicht nach Wahrscheinlichkeit fragenden Whodunit-Plot, bei dem sich die üblichen Verdächtigen vom penetrant ermittelnden Helden in die Enge getrieben fühlen.“
Die Redaktion von TV Spielfilm beurteilt den Krimi nur mittelmäßig und meint: „Wenig aufregend: Zu festgefahren sind die Figuren. Schafmeister ist der Depp vom Dienst, und Wilsberg der Kommissarin immer drei Schritte voraus. Fans der Reihe erhalten damit ihre gewohnte Kost.“